# Canal Eurasie
Le canal Eurasie est un projet de canal reliant la mer d'Azov à la mer Caspienne en passant par la dépression de Kouma-Manytch qui est une succession de lacs qu'il faudrait relier. Le point le plus haut serait à 27 m au-dessus du niveau de la mer d'Azov et 54 m au-dessus de la mer Caspienne. Plusieurs possibilités existent, tant sur le cours lui-même que sur le nombre d'écluses.
Plus au nord, le canal Don-Volga relie déjà ces deux mers, mais il est étroit et peu profond. La piste d'un canal dans ces dépressions est celle étudiée la plus sérieusement par les experts du Kazakhstan et de la Russie, mais elle coûterait 4 à 6 milliards de dollars. Elle permettrait de gagner 1 000 km sur le trajet par rapport au canal actuel et permettrait un tonnage plus important : jusqu'à 45 millions de tonnes de marchandises par an. En plus du Kazakhstan, un tel canal serait favorable pour l'Azerbaidjan et le Turkménistan qui dépendent de l'Iran, soumis à des sanctions américaines, pour transporter leurs exportations jusqu'au Golfe Persique.
Devant les difficultés budgétaires russes, trouver un financement pour la construction est essentiel. Une aide occidentale est actuellement improbable en raison de l'utilisation du canal contre l'Ukraine, et la république populaire de Chine devrait y voir un intérêt pour sa nouvelle route de la soie afin de consentir au financement.